# Parfaite (motorfiets)
Parfaite is een historisch merk van motorfietsen.
Deze motorfiets werd in 1896 door de Fransen Durey en Bernard gebouwd. De cilinder helde naar voren en het blok zat tegen het balhoofd. Delen van het frame dienden tevens als olie- en benzineleiding.